# Off-beat
Een off-beat is een ritme waarbij het accent 1/8 na de tel ligt.
De term wordt ook in hiphop gebruikt, in een iets andere betekenis: om ritmes aan te duiden waarbij de snare niet op 2 & 4 valt.